# Giro dell'Appennino 1969
Il Giro dell'Appennino 1969, trentesima edizione della corsa, si svolse il 28 settembre 1969, su un percorso di 255 km. La vittoria fu appannaggio dell'italiano Felice Gimondi, che completò il percorso in 6h34'12", precedendo i connazionali Gianni Motta e Tommaso De Prà.
I corridori che partirono furono 98, mentre coloro che tagliarono il traguardo di Pontedecimo furono 28.

## Ordine d'arrivo (Top 10)
| Pos. | Corridore        | Squadra        | Tempo    |
| ---- | ---------------- | -------------- | -------- |
| 1    | Felice Gimondi   | Salvarani      | 6h34'12" |
| 2    | Gianni Motta     | Sanson         | a 39"    |
| 3    | Tommaso De Prà   | Salvarani      | a 2'43"  |
| 4    | Franco Bitossi   | Filotex        | a 5'18"  |
| 5    | Michele Dancelli | Molteni        | s.t.     |
| 6    | Eraldo Bocci     | Germanvox-Wega | s.t.     |
| 7    | Mino Denti       | Scic           | s.t.     |
| 8    | Franco Mori      | Sanson         | s.t.     |
| 9    | Pietro Tamiazzo  | Max Meyer      | s.t.     |
| 10   | Aldo Moser       | G.B.C.         | s.t.     |